# مرسیو خوزه سانتوس دا سیلوا
مرسیو خوزه سانتوس دا سیلوا (به پرتغالی: Mércio José Santos da Silva) هافبک اهل برزیل است که در شهر ریسیف و در تاریخ ۲۶ مهٔ ۱۹۸۰ به دنیا آمده‌است.
مرسیو خوزه سانتوس دا سیلوا در تیم‌های فوتبال Centro Limoeirense سابقهٔ حضور دارد.